# Love Lust Faith + Dreams
Love Lust Faith + Dreams ist das vierte Studioalbum der US-amerikanischen Alternative-Rock-Band Thirty Seconds to Mars. Es erschien in Deutschland am 17. Mai 2013.

## Hintergrund
Nachdem Thirty Seconds to Mars im Dezember 2009 das Album This Is War veröffentlicht hatten, gingen sie bis Ende 2011 auf Tour. Mit 309 Shows während eines einzigen Albums gelangten sie ins Guinness-Buch der Rekorde. Am 7. Dezember gaben sie ihr 300. Konzert in New York, zu dem ein Konzertfilm unter dem Namen Mars 300 erschien.
Nach Ende der Tour, also im Dezember 2011, fingen sie direkt an, neue Songs zu schreiben. Als im April die Aufnahmen für das vierte Studioalbum begannen, hatte Sänger Jared Leto bereits 50 Songs geschrieben, einige davon auf seiner Indienreise. Erstmals öffentlich bekannt wurden die Arbeiten am neuen Album am 23. April 2012, durch einen Artikel des Rolling Stone. Noch im November 2012 deutete Jared Leto in einem Interview an, dass das Album noch vor ihrem Auftritt auf dem Download-Festival im Juni 2013 herauskommen könnte.

## Aufnahmen
Die Aufnahmen des Albums fanden von April bis Dezember 2012 im ICAASS genannten Studio in Los Angeles statt. Im September 2012 organisierten sie die Veranstaltung The Summit, die schon 2009 für This Is War stattfand und bei der Fans die Möglichkeit haben, Chor-Gesänge zum Album beizusteuern. Im Gegensatz zu This Is War, wo noch tausende Fans für die Albumaufnahmen sangen, bestanden hier die Fanchöre nur noch aus 20 bis 25 Leuten. Den Gesang für den Song Pyres of Varanasi steuerte der indischen Gastsänger Deepak bei, die Aufnahmen fanden in der indischen Stadt Jodhpur statt.

## Konzept und Stil
Love Lust Faith + Dreams ist ein Konzeptalbum rund um die vier Themen, nach denen das Album benannt ist. Der Beginn der Teile Love (deutsch: Liebe), Lust (deutsch: Lust), Faith (deutsch: Vertrauen, Glaube) und Dreams (deutsch: Träume) wird von einer weiblichen Stimme angesagt.
So umfasst Love die Titel Birth und Conquistador, das Thema Lust die Songs Up in the Air, City of Angels, The Race, End of All Days und Pyres of Varanasi. Faith enthält Bright Lights und Do or Die und Convergence und Dreams die letzten zwei Titel Northern Lights und Depuis Le Début.
Stilistisch gesehen orientiert sich das Album vom Progressive Rock der früheren Alben mehr in Richtung Synth Rock, die Verwendung von E-Gitarren und akustischen Gitarren wird größtenteils von Synthesizern ersetzt, und Pop. Die Band greift des Öfteren auch auf orchestrale Elemente zurück, wie den Einsatz von Streichern, Trompeten und Kesseltrommeln oder bestimmte Motive aus der populären Filmmusik, weshalb dem Album von vielen Kritikern Ähnlichkeiten mit Filmscores zugeschrieben wurde. Wie schon bei dem Vorgänger This Is War, bei dem auch Falkenschreie oder der Gesang buddhistischer Mönche zu hören war, werden mit einer Spieluhr in Depuis Le Début, einem Xylophon in Convergence und orientalischem Gesang in Pyres von Varanasi ungewöhnliche Instrumente beziehungsweise Klänge verwendet.

## Gestaltung
Das Artwork des Covers ist ein Ausschnitt der Arbeit Isonicotinic Acid Ethyl Ester von Damien Hirst. Das Werk ist Teil seiner Spot Painting Serie. Auf der CD ist außerdem Hirsts Farbkreis mit dem Namen Monochromatic Sectors from Primary, Secondary & Tertiary Colour Ring, Dark Centre gedruckt.

## Promotion
Auf ihrer Streaming Media Seite VyRT veranstaltete die Band zwei Events mit dem Namen The Mars Laboratory. Am 27. April 2012 fand es zum ersten Mal statt, dabei wurden Mitgliedern von VyRT Einblicke in die Arbeit der Band während der Aufnahmen gewährt. The Mars Laboratory II wurde am 1. Dezember ausgestrahlt, hierbei ging es um die Postproduktion von Love Lust Faith + Dreams.
Am 28. Februar 2013 verkündete die Band über Twitter, dass der Name der ersten Single Up in the Air sei. Eine Kopie des Songs wurde zur NASA und SpaceX geschickt, um sie – passend zum Songtitel – ins Weltall zu senden. Am 1. März wurde sie mit einer Falcon 9 Rakete ins All geschossen, womit Up in the Air der erste kommerzielle Song ist, der je in den Weltraum geschossen wurde. Drei Tage später war es für die Crew-Mitglieder der ISS-Expedition 35 bereits möglich, die Single als erste Außenstehende zu hören. Am 18. März wurde das Lied über NASA TV erstmals der Öffentlichkeit präsentiert und am 19. März erschien es als Download.
Am Tag der Weltpremiere der Single gab die Band bekannt, dass ihr viertes Studioalbum Love Lust Faith + Dreams am 21. Mai erscheinen werde. Daneben wurde auch das Cover des Longplayers und die Titelliste veröffentlicht. Am 19. April erschien das Video zur Single als von Bartholomew Cubbins, einem Pseudonym Jared Letos, das er als Regisseur für Videos der Band verwendet, gedrehter Kurzfilm.
Am 2. Mai veröffentlichten sie auf Vevo ein Lyric-Video zu dem Song Conquistador.
In den USA wurde am 30. Juli City of Angels als Download-Single veröffentlicht, als zweite internationale Single soll der Song Do or Die am 9. September erscheinen, zu dem die Band am 5. August ein Video herausbrachte.
Der deutsche Fernsehsender ZDF verwendete Up in the Air und Pyres of Varanasi bei der Berichterstattung zur Leichtathletik-WM in Moskau.

## Titelliste
| #  | Titel             | Länge | Autor        | Produzent                    |  |
| -- | ----------------- | ----- | ------------ | ---------------------------- |  |
| 1  | Birth             | 2:07  | Jared Leto   | Jared Leto                   |  |
| 2  | Conquistador      | 3:12  | Jared Leto   | Jared Leto, Steve Lillywhite |  |
| 3  | Up in the Air     | 4:36  | Jared Leto   | Jared Leto, Steve Lillywhite |  |
| 4  | City of Angels    | 5:02  | Jared Leto   | Jared Leto, Steve Lillywhite |  |
| 5  | The Race          | 3:40  | Jared Leto   | Jared Leto, Steve Lillywhite |  |
| 6  | End of All Days   | 4:46  | Jared Leto   | Jared Leto                   |  |
| 7  | Pyres of Varanasi | 3:12  | Jared Leto   | Jared Leto                   |  |
| 8  | Bright Lights     | 4:51  | Jared Leto   | Jared Leto                   |  |
| 9  | Do or Die         | 4:09  | Jared Leto   | Jared Leto                   |  |
| 10 | Convergence       | 2:01  | Shannon Leto | Jared Leto                   |  |
| 11 | Northern Lights   | 4:44  | Jared Leto   | Jared Leto                   |  |
| 12 | Depuis Le Début   | 2:33  | Jared Leto   | Jared Leto                   |  |

## Kritische Rezeption
Die Zeitschrift Entertainment Weekly beschreibt zwar den „Erzählstil“ des Albums als sinnlos, die Hymnen-ähnlichen Songs regen aber zu „intuitivem Hedonismus“ an.
Stephanie Wundert von CDStarts.de, die den Longplayer mit 7 von 10 Punkten bewertete, lobt die Weiterentwicklung und Neuerfindung der Band. Auch Billboard in Person von Emily Zemler bewertet das Album weitestgehend positiv und meint, dass der Stilmix zwar nicht unbedingt allgemein innovativ sei, aber sich bei Thirty Seconds to Mars doch frisch anfühle. Für Allmusic führt gerade die Abkehr vom früheren Stil und Merkmalen zu dem bisher gewagtesten und einfallsreichsten Album der Band. Hermione Hoby vom Observer hingegen bezeichnet das vierte Studioalbum als „long-duration joke“ und vergab lediglich 2 von 5 Punkten.

## Kommerzieller Erfolg

### Chartplatzierungen
| Land                   | Platzierung |
| ---------------------- | ----------- |
| Deutschland            | 3           |
| Österreich             | 3           |
| Schweiz                | 5           |
| Vereinigtes Königreich | 5           |
| Vereinigte Staaten     | 6           |

### Auszeichnungen für Musikverkäufe
| Land/Region                  | Auszeichnungen für Musikverkäufe (Land/Region, Auszeichnung, Verkäufe) | Verkäufe |
| ---------------------------- | ---------------------------------------------------------------------- | -------- |
| Deutschland (BVMI)           | Platin                                                                 | 100.000  |
| Italien (FIMI)               | Gold                                                                   | 25.000   |
| Österreich (IFPI)            | Gold                                                                   | 10.000   |
| Polen (ZPAV)                 | Gold                                                                   | 10.000   |
| Portugal (AFP)               | 2× Platin                                                              | 30.000   |
| Vereinigtes Königreich (BPI) | Gold                                                                   | 100.000  |
| Insgesamt                    | 5× Gold · 2× Platin ·                                                  | 272.500  |